# Wagensporen van de Oregon Trail in Guernsey

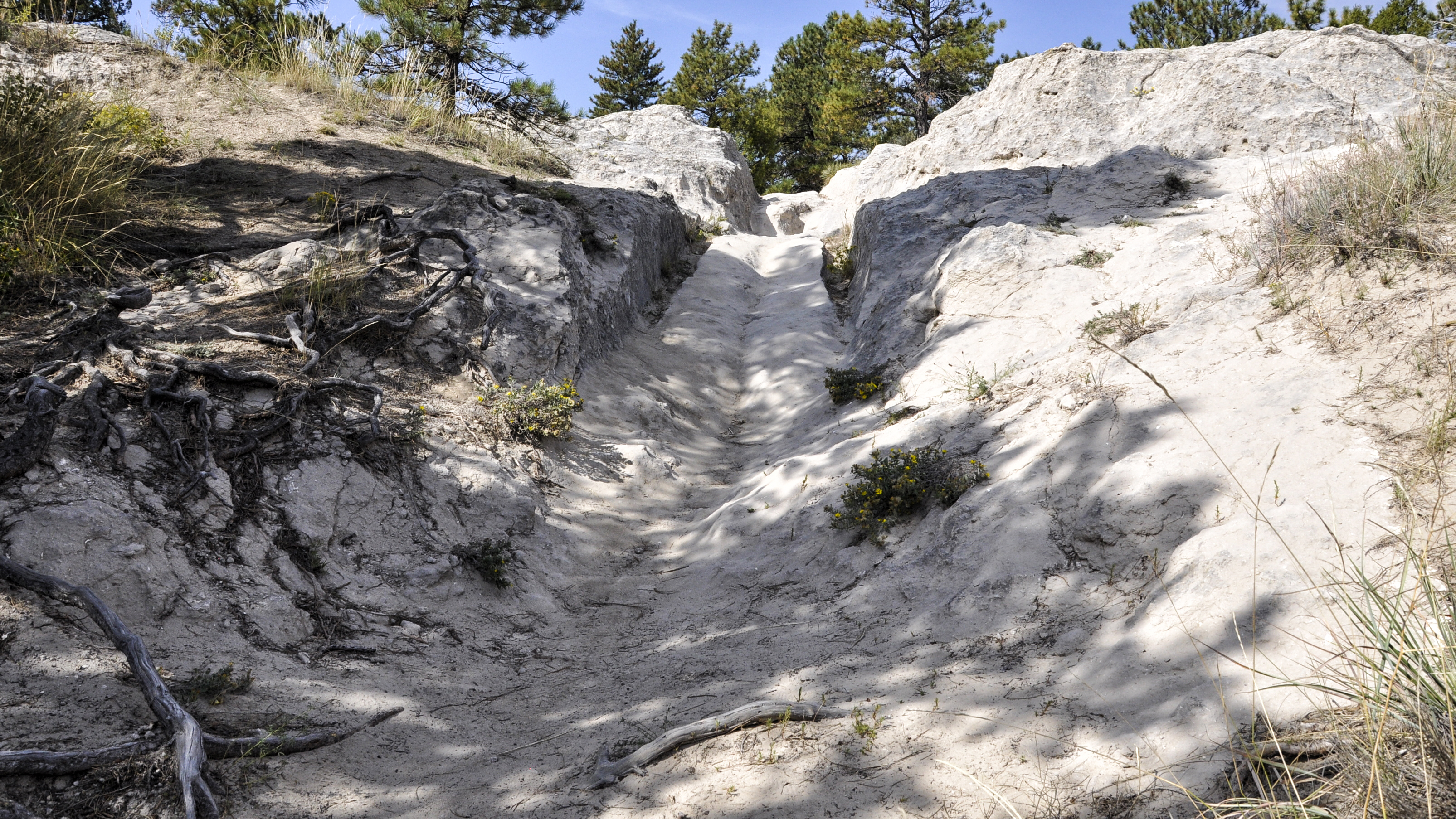
Wagensporen van de Oregon Trail te Guernsey

De Wagensporen van de Oregon Trail in Guernsey (Wyoming) zijn sporen van huifkarren in de Amerikaanse plaats Guernsey. De sporen werden tot een diepte van 180 cm uitgesleten in een richel uit zandsteen toen pioniers de Oregon Trail volgden tijdens hun trektocht westwaarts via de South Pass naar een gebied dat men toen Oregon Country noemde. Ze ontstonden voornamelijk tussen 1841 en 1869, toen de Oregon Trail intensief werd gebruikt door naar schatting meer dan 500 000 migranten. De wagensporen hier zijn de best bewaarde, ook omdat ze bezocht worden door weinig toeristen. Het bezoek is gratis.
Deze wagensporen liggen 200 m ten zuiden van de North Platte, een rivier die voor de pioniers en hun dieren voor het nodige drinkwater zorgde. Men bleef aan zijn zuidelijke zijde omwille van de sterke stroming. Het was gemakkelijker om het ruwe en barre landschap te trotseren dan de rivier over te steken. 
Het 30 km oostelijk gelegen Fort Laramie was een van de forten die men bouwde om de reizigers langs dit traject te beschermen tegen indianen die hun bestaan en levenswijze bedreigd voelden. Register Cliff, een ander prominent aanwezig monument van de Oregon Trail, ligt ongeveer 4 km ten zuidoosten van deze plaats.
De wagensporen werden in 1966 tot National Historic Landmark uitgeroepen. Een noordwestelijke uitloper van de Oregon Trail is de Bozeman Trail.